# Tre sorelle (Australia)

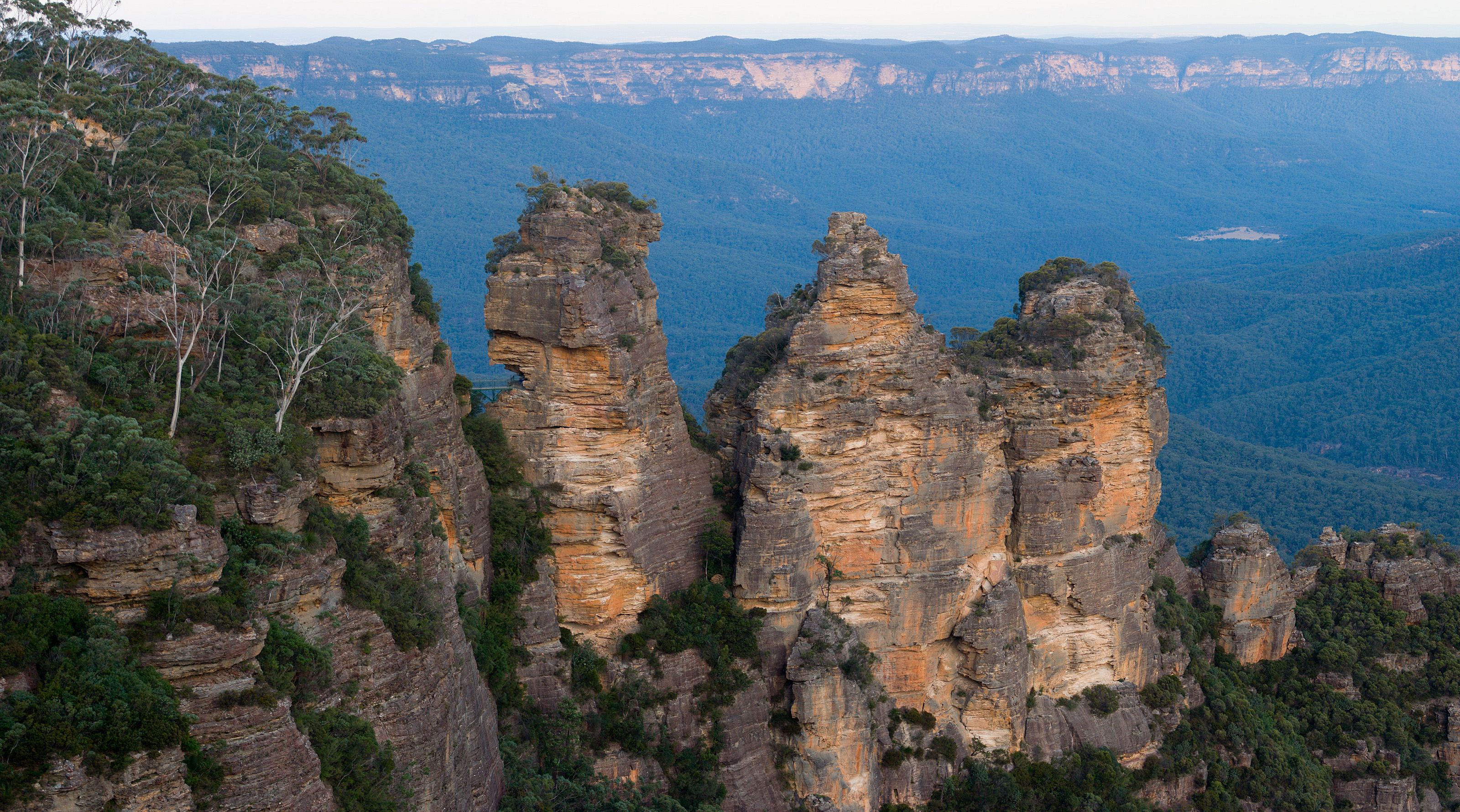
Le tre sorelle

Le Tre sorelle (in inglese: Three Sisters) sono una formazione rocciosa delle Blue Mountains, nel Nuovo Galles del Sud (Australia). Sono vicine alla città di Katoomba e sono uno dei siti più famosi delle Blue Mountains, che sovrastano la Valle Jamison.
Prese singolarmente si chiamano: Meehni (922 m), Wimlah (918 m), ed Gunnedoo (906 m).